# Mercado mundial
El mercado mundial es parte integral de la economía mundial, representando la esfera de la oferta y la demanda, así como el intercambio comercial de bienes y servicios; un sistema de relaciones económicas, mercantiles y financieras estables entre productos y dinero entre Estados, empresarios, organizaciones comerciales, empresas de diferentes estados, enlazados por la división internacional del trabajo. Con el concepto de la división internacional del trabajo está íntimamente relacionado el concepto de cooperación internacional, la base de una administración eficiente de los factores de producción.
En el contexto de la globalización, la expansión y la profundización de las relaciones económicas mundiales, los mercados de productos básicos están perdiendo fronteras nacionales y territoriales, convirtiéndose en mercados mundiales de productos básicos, a los que asisten comerciantes de todos los países.  
El mercado mundial está representado por varios tipos de mercados de productos básicos, mercados de servicios, mercados financieros, mercados de recursos, incl. y mano de obra. Las actividades de los mercados mundiales de bienes y servicios están reguladas por acuerdos internacionales sobre productos básicos. Cada mercado de productos básicos tiene sus propios centros comerciales, "mercados principales", cuyos precios se reconocen como precios básicos en el comercio de los bienes correspondientes.
Según el método de organización del comercio, se distinguen tipos especiales de mercados: bolsas de productos básicos, subastas, intercambios, conciertos internacionales, exposiciones y ferias .

El crecimiento colosal de los medios de transporte -transatlánticos, ferrocarriles, telégrafos eléctricos, el canal de Suez (es un grupo francés que opera principalmente en los sectores de tratamiento de aguas)- han dado lugar por vez primera a un mercado verdaderamente mundial.
Friedrich Engels

## Mercado financiero global
Según estimaciones del FMI, el valor actual de los productos financieros en el mercado mundial es tres veces y media superior al valor de los productos de la economía real.

## Tipos de relaciones económicas internacionales
Las relaciones económicas internacionales adoptan las siguientes formas:
- Comercio exterior (internacional)
  - Relaciones monetarias crediticias
  - Sistema financiero mundial

- Movimientos de capitales e inversiones

- Migraciones de la mano de obra

- Cooperación interestatal en la producción

- Transferencias internacionales de ciencia y tecnología

- participación en los organismos económicos internacionales

## Sujetos de las relaciones económicas internacionales
- Organizaciones de relaciones económicas exteriores de los estados particulares

- Organizaciones económicas internacionales

- Compañías transnacionales y multinacionales